# Kamb
Ne doit pas être confondu avec Jacques Kamb.
Kamb est un village du Sénégal, situé dans le nord-ouest du pays, non loin de Dahra.

## Description
Il fait partie de la communauté rurale du même nom, rattachée au département de Linguère (région de Louga).
La communauté de Kamb se trouve dans la région historique du Djolof. Elle rassemble un ensemble de villages comme Mbayene thiasdé, Mouille, Saga, Ngollo, Ndiothie..., dont les activités sont principalement dans le secteur primaire notamment l'agriculture et l'élevage.
Lors du dernier recensement, la localité comptait 231 personnes et 21 ménages.
L'homme politique Daouda Sow a été inhumé à Kamb en décembre 2009.